# Elroy Robinson
Elroy Bay Robinson (ur. 4 stycznia 1913 w Los Angeles, zm. 8 kwietnia 1989 we Fresno) – amerykański lekkoatleta, który specjalizował się w biegu na 800 metrów.
W 1935 roku został mistrzem Stanów Zjednoczonych w biegu na 800 metrów z czasem 1:52,9. 11 lipca 1937 roku w Nowym Jorku poprawił rekord świata w biegu na 800 metrów, ustanawiając czas 1:49,6 na dystansie 880 jardów. Rekord ten został pobity przez Sydneya Woodersona w 1938 roku. Zakończył karierę w 1938 roku z powodu ciężkiego uszkodzenia nogi. Po zakończeniu kariery sportowej został przyrodnikiem, wykładał przez 20 lat biologię i zoologię na uniwersytecie we Fresno.